# Ironside (serie televisiva 2013)
Ironside è una serie televisiva poliziesca statunitense prodotta nel 2013, rifacimento dell'omonima serie interpretata da Raymond Burr tra il 1967 ed il 1975. Narra le indagini del sergente della Polizia di New York City Robert Ironside (Blair Underwood), ridotto su una sedia a rotelle dopo che un proiettile lo ha reso paraplegico.
Dopo la pubblicazione dell'episodio pilota su diversi siti internet, avvenuto il 10 settembre 2013, la serie debuttò il 2 ottobre sulla rete NBC, attraverso la quale furono trasmessi solamente quattro episodi prima della cancellazione. Il resto della stagione fu reso disponibile attraverso iTunes Store il 7 aprile 2014.
In Italia è andato in onda su Premium Crime dal 1º maggio 2014 ed in chiaro su TOP Crime dal 12 marzo 2015.

## Trama
Due anni dopo che una sparatoria lo ha ridotto sulla sedia a rotelle, il sergente della Polizia di New York Robert Ironside torna in servizio a capo di una squadra di agenti da lui scelti.

## Episodi
| Stagione       | Episodi | Prima TV USA | Prima TV Italia |
| -------------- | ------- | ------------ | --------------- |
| Prima stagione | 9       | 2013         | 2015            |

## Personaggi e interpreti
- Robert Ironside, interpretato da Blair Underwood, doppiato da Lorenzo Scattorin.
Carismatico sergente di polizia, vive in carrozzina dopo essere stato raggiunto alla schiena da un proiettile nel corso di una sparatoria. Ha un temperamento duro e aggressivo ed un comportamento fuori dagli schemi, talvolta anche oltre il limite della legge. Deciso e determinato, pretende molto dai suoi sottoposti. È spinto da una forte volontà di non farsi condizionare dalla disabilità e si mostra poco propenso a guardarsi indietro.
- Holly, interpretata da Spencer Grammer, doppiata da Giulia Franzoso.
Detective con una carriera da agente sotto copertura, ha molte conoscenze nella criminalità di Brooklyn provenendo da una famiglia dedita ad attività non molto pulite.
- Virgil, interpretato da Pablo Schreiber, doppiato da Renato Novara.
Agente esperto e padre di famiglia, talvolta in contrasto con il collega Teddy.
- Teddy, interpretato da Neal Bledsoe, doppiato da Ruggero Andreozzi.
Giovane agente con un passato da operatore di borsa, mestiere che gli ha permesso di arricchirsi. Prima di entrare nella squadra di Ironside le sue competenze finanziarie lo relegavano a lavori di scrivania lontano dall'azione e dal lavoro sul campo, che smania di raggiungere.
- Gary Stanton, interpretato da Brent Sexton, doppiato da Dario Oppido.
Ex collega di Robert, col quale un tempo faceva coppia. Vive schiacciato dal peso della responsabilità per ciò che è successo ad Ironside.
- Ed Rollins, interpretato da Kenneth Choi, doppiato da Roberto Accornero.
Il diretto superiore di Ironside, sempre impegnato a dover gestire la sua mancanza di disciplina.

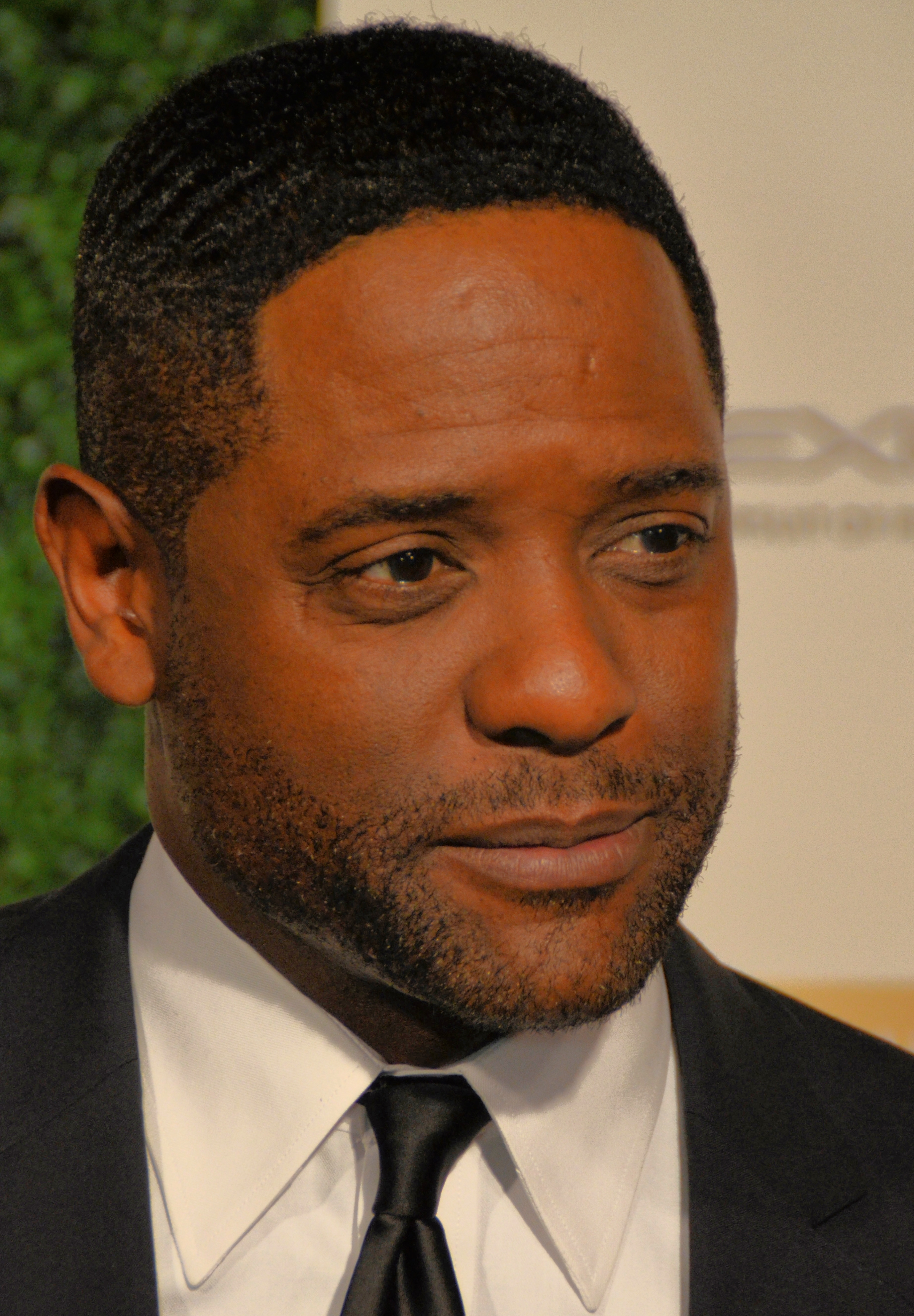
Blair Underwood interpreta Robert Ironside
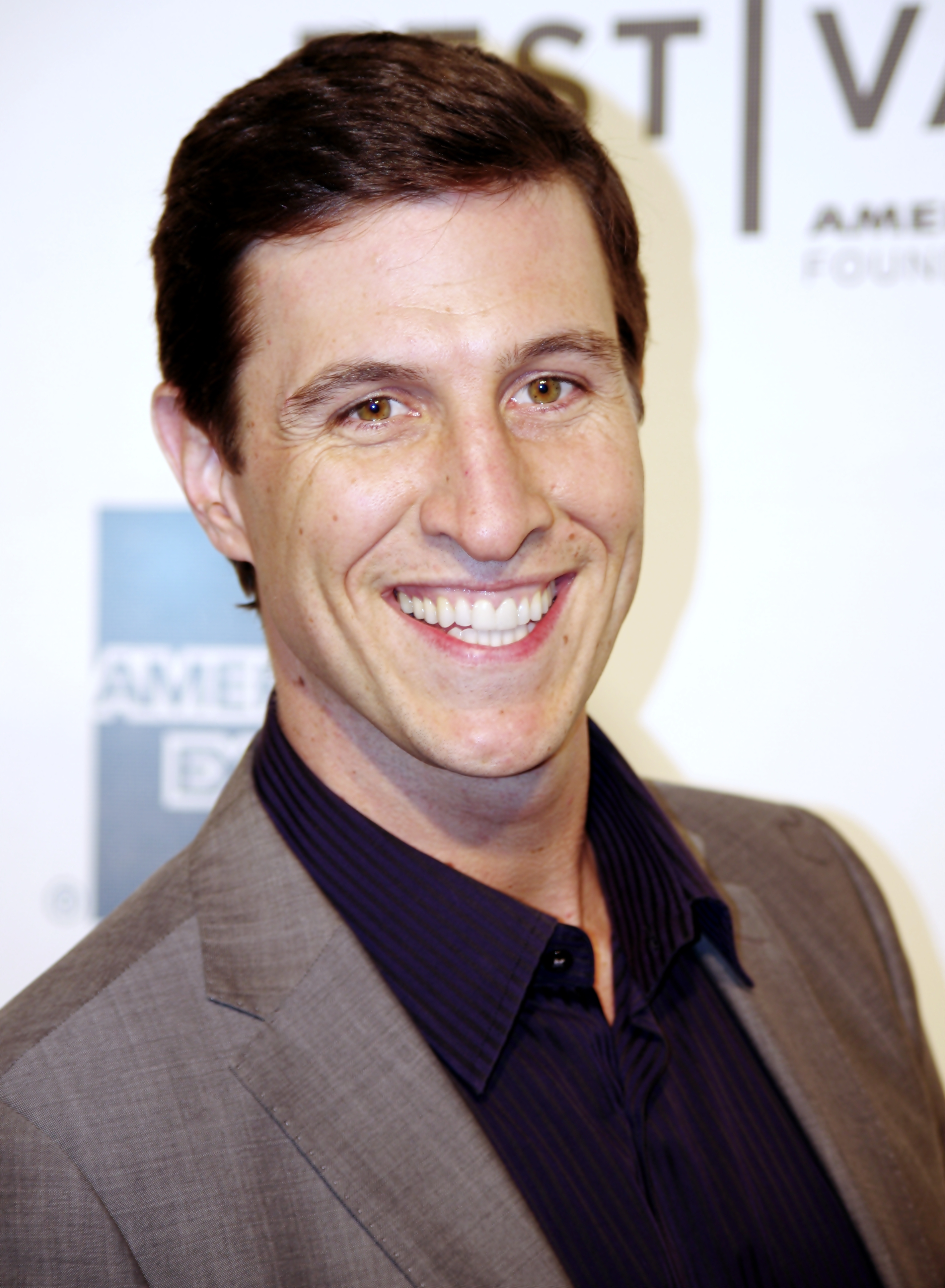
Pablo Schreiber interpreta Virgil

## Produzione

### Origine
A fine 2012 si diffusero le prime voci riguardanti un interessamento di NBC e Universal Studios per un rifacimento della storica serie Ironside, con lo sceneggiatore e produttore televisivo Michael Caleo impegnato a scrivere l'episodio pilota e il regista Dave Semel precettato per le eventuali riprese. All'inizio di febbraio del 2013 uscì la notizia che NBC aveva ufficialmente ordinato a Universal Television l'episodio pilota, con Blair Underwood come protagonista. In maggio la rete diede il proprio assenso alla realizzazione di una serie composta da 13 episodi.

### Casting
Per il ruolo principale venne scelto Blair Underwood (Dirty Sexy Money, In Treatment, The Event), che ha partecipato allo spettacolo anche nella veste di produttore. Il coinvolgimento dell'attore è legato ad un ampio accordo di collaborazione con Universal Television siglato nel 2012. Per calarsi al meglio nella parte Underwood è stato affiancato da un portatore di handicap, David Bryant, che gli ha insegnato come essere autonomo nell'uso della carrozzina. "Molto di ciò che si vede in questo ritratto di Ironside è stato ispirato da lui" ha detto l'attore.
Il ruolo di Holly fu affidato a Spencer Grammer, resa famosa dalla serie Greek - La confraternita, mentre quello di Virgil fu ricoperto da Pablo Schreiber, già interprete di A Gifted Man e The Wire. Per Neal Bledsoe invece il personaggio di Teddy costituisce la prima esperienza nel cast principale di una serie televisiva. Brent Sexton dà il volto a Gary Stanton, dopo una carriera ricca di partecipazioni a molti spettacoli per il piccolo schermo, compresi ruoli nel cast fisso di Deadwood, Life e nelle prime due stagioni di The Killing. Kenneth Choi interpreta Ed Rollins, per la prima volta in un cast fisso dopo la miniserie Samurai Girl. Anche per lui si registrano ruoli occasionali in numerose realizzazioni televisive.
La scelta di affidare la parte di Ironside ad un normodotato ha provocato le critiche di diversi attori disabili, che hanno sottolineato come l'industria dello spettacolo lasci loro poche opportunità per mettersi in luce, sia che si tratti di interpretare personaggi per i quali l'handicap sia una caratteristica prevista in fase di scrittura, sia che si tratti di ruoli dove la disabilità non sia necessariamente un tratto distintivo del personaggio. La produttrice esecutiva della serie Teri Weinberg ha replicato spiegando che il 10% delle scene riguardano flashback ambientati prima dell'incidente, che richiedevano quindi un attore normodotato.

## Location
Nonostante sia ambientata a New York, il solo episodio pilota è stato girato in questa città, mentre il resto della serie è stato filmato a Los Angeles. La scelta è stata presa per venire incontro alle esigenze di Blair Underwood, che voleva poter essere più vicino alla propria famiglia. Dopo la registrazione dell'episodio pilota, il cast trascorse sei settimane a New York con consulenti tecnici e membri della polizia per comprendere al meglio l'ambiente nel quale i loro personaggi vivevano. Gli attori seguirono i detective nei loro casi, osservandone il lavoro sul campo e in ufficio, fraternizzando con agenti di vario grado e ascoltando le loro storie.

## Differenze con l'originale
La versione del 2013 diverge in molti punti da quella del 1967: innanzi tutto l'ambientazione viene spostata da San Francisco a New York e tra i personaggi solo quello di Ironside viene mantenuto, mentre tutti gli altri vengono creati ex novo. Il protagonista ha ben poco in comune con quello interpretato da Raymond Burr, sia per estrazione sociale che per carattere, molto più duro e aggressivo, propenso all'uso della violenza e ad andare contro l'autorità e gli ordini ricevuti. Nella serie originale inoltre il proiettile che ha reso paraplegico Ironside era stato esploso da un cecchino. L'unico riferimento allo spettacolo del 1967 riguarda il bicchiere di bourbon che il detective si concede al termine di ogni caso.

## Accoglienza
Il debutto televisivo avvenne il 2 ottobre 2013 sulla rete NBC e fu anticipato dal rilascio dell'episodio pilota su diversi siti internet (iTunes, Amazon, Hulu) il 10 settembre 2013. A causa dei risultati d'ascolto inferiori rispetto a quelli della concorrenza, dopo la messa in onda del terzo episodio la rete annunciò un cambio nella programmazione in base al quale lo spettacolo venne rimosso dopo la trasmissione del quarto episodio. I restanti episodi vennero rilasciati da iTunes a partire dal 7 aprile 2014.